# إصلاح ليبرالي
الإصلاح الليبرالي مجموعة من أفراد الحزب الليبرالي الديمقراطي البريطاني. العضوية في الجماعة متاحة ومجانية لأي عضو من أعضاء الحزب الديمقراطي الليبرالي. افتتحت المجموعة أبوابها في 13 فبراير 2021، وتصف نفسها بأنها جماعة وسطية على نطاق واسع تسعى إلى تعزيز «الليبرالية رباعية الأركان» داخل الحزب. يتألف كل ركن من الليبرالية الاقتصادية والاجتماعية والشخصية والسياسية على التوالي، ما يعكس الفصل الافتتاحي من الكتاب البرتقالي لديفيد لوز. يذكر أن المجموعة تفترض أن جميع الديمقراطيين الليبراليين تقريبًا يؤمنون بالليبرالية رباعية الأركان، ولكنه يؤيد الاعتقاد بأن الليبرالية الاقتصادية، التي تصب في تعزيز الأسواق المفتوحة والمنافسة والتجارة الحرة، «يجب أن تكون عنصرًا أساسيًا من الليبرالية الحديثة». نظمت مجموعة الإصلاح الليبرالي عددًا من الفعاليات في المؤتمر الديمقراطي الليبرالي مرتين في السنة.
تتجلى الليبرالية رباعية الأركان للإصلاح الليبرالي في أهداف سياسية محددة: الإيمان بأهمية الأسواق المفتوحة والتجارة الحرة؛ المعارضة القوية للتمييز وإساءة استعمال السلطة؛ الحاجة إلى خفض الضرائب المفروضة على ذوي الدخول المنخفضة والمتوسطة باتخاذ تدابير مثل زيادة العلاوة الشخصية المعفاة من الضرائب؛ الحق في الخصوصية؛ توفير حرية المعلومات للمواطنين والخدمات العامة عالية الجودة والخاضعة للمساءلة؛ وحق المواطنين من كبار السن في التحكم بمدخرات معاشاتهم التقاعدية. تؤيد المجموعة أيضًا المبادئ الواردة في مقدمة دستور الحزب التي تنص على أن: «يبني الديمقراطيون الليبراليون مجتمعًا عادلًا وحرًا ومفتوحًا ويعملون على حمايته... لا يستعبد فيه أحد بسبب الفقر أو الجهل أو الرضوخ».
تهدف مجموعة الإصلاح الليبرالي إلى أن تكون «في قلب الحزب، وتشجع على الحوار الودي والمشاركة مع المجموعات الأخرى»، في موجب قضية الديمقراطيين الليبراليين وأصحاب النظرة الليبرالية. جميع أعضاء الإصلاح الليبرالي هم من ناشطي دعاة الحزب.
يذكر بيان أهداف المجموعة:
تتواجد مجموعة الإصلاح الليبرالي بين صفوف الليبراليين الديمقراطيين لتعزيز الحرية الشخصية والمجتمع العادل المدعوم بالأسواق الحرة والمنفتحة والتنافسية كأساس لسياسة الحزب. نحن نؤيد ليبرالية تعتمد على قيم تنظيم المشاريع والمنافسة والابتكار في إقامة مجتمع يمكّن الأفراد من خلال توفير الحرية وإتاحة الفرص. تنضوي رؤيتنا الشاملة للحرية على الحريات الشخصية والسياسية والاقتصادية والاجتماعية. على هذا النحو، فإننا نسعى إلى وضع حقوق الأفراد في المقام الأول، ولكننا ندرك أهمية التصدي لتجمعات القوى حيثما تنشأ، سواء داخل الدولة أو خارجها».

## نظرة عامة
فتحت مجموعة الإصلاح الليبرالي في فبراير 2012. تهدف إلى تعزيز «الليبرالية رباعية الأركان»: شاملة الحريات الشخصية والسياسية والاجتماعية والاقتصادية.
تدعم المجموعة على نطاق واسع السوق المفتوحة والتجارة الحرة والفلسفة الليبرالية اقتصاديًا التي أوضحها «الكتاب البرتقالي: استعادة الليبرالية»، الذي نشر في عام 2004 وشارك في تحريره ديفيد لاوز، الذي كان من المقرر أن يشغل منصب وزير التعليم في الحكومة الائتلافية في الفترة بين عامي 2005 و2010.
يذهب الإصلاح الليبرالي إلى أنه في حين أن الحرية الاقتصادية هي في حد ذاتها فضيلة، فقد أثبتت أنها الطريقة الوحيدة التي يمكن الاعتماد عليها في المجتمعات الحديثة لتوفير موارد كافية لتعزيز حرية الفرد وأمنه، وأيضًا «عن طريق إتاحة الفرص من خلال توفير خدمات عامة عالية الجودة وشبكة أمان لمن يحتاجون إليها».
تشير المجموعة أيضًا إلى أن الدولة يجب أن تكون مسؤولة ومفتوحة أمام مواطنيها، وأن تضمن المساواة في المعاملة «بصرف النظر عن الجنس أو العرق أو الجنس». بالتماشي مع آرائها بشأن الليبرالية الاجتماعية والشخصية، ترى المجموعة أنه من الضروري الاحتراز من السلطة المفرطة للدولة، وأن الاحتكارات العامة يمكن أن تكون غير مقبولة للمواطنين مثلها مثل الاحتكارات الخاصة. ترى أنه ينبغي الإبقاء على الضرائب منخفضة قدر الإمكان لتجنب التدخل في الحرية الشخصية، ولكن يجب أن تكون على مستوى يكفل توفير خدمات عامة جيدة التمويل وخاضعة للمساءلة.

## السياسات والقضايا

### المحاكم السرية
شن الإصلاح الليبرالي حملة قوية ضد وجود المحاكم السرية، والتشريعات التي تمكنها من العمل. ي رسالة مفتوحة موجهة إلى النواب وقعها 116 من الليبراليين الديمقراطيين ونشرت في مارس 2013، زعمت مجموعة الإصلاح الليبرالي، إلى جانب ديمقراطيين ليبراليين آخرين، أن الجزء الثاني من مشروع قانون العدالة والأمن، والذي سيصبح لاحقًا قانون العدالة والأمن لعام 2013، من شأنه أن يمنع ضمان محاكمة عادلة، المنصوص عليها في القانون الإنجليزي منذ الميثاق الأعظم «ماجنا كارتا». احتجت بأن «الحرية قد ضحى بها باسم الأمن»، وأن قوانين مماثلة قد أدت بالفعل إلى تيسير الاختطاف والتعذيب. ذكرت قضيتا بنيام محمد وعبد الحكيم بلحاج، اللذين قالت إنهما تعرضا لمثل هذه الانتهاكات من قبل السلطة، وأن القانون الجديد يستثني الضحايا من محاكمات مطالبهم الخاصة بالتعويض. ذكرت أن مشروع القانون يمكن أن ينطبق أيضًا على إجراءات الأمر بالمثول أمام القضاء إذا كان من المقرر إقرار مشروع القانون. بدأ الختام كالتالي: «ندعو كل النواب الآن إلى التحرك قبل فوات الأوان، وقبل أن يصبحوا مشاركين في إلحاق ضرر لا رجعة فيه بدستورنا. تتجاوز هذه المسألة السياسات الحزبية».
تم التصويت في مؤتمر الديمقراطيين الليبراليين، وهو أكبر تجمع للإصلاح الليبرالي يقام مرتين في السنة، أغلبية ساحقة ضد هذا التشريع. مع ذلك، تم تمرير القانون، إذ صوت سبعة فقط من نواب الحزب البالغ عددهم 56 آنذاك ضد القراءة الثالثة في 4 مارس 2013. قدم طلب طارئ لمؤتمر الربيع الذي عقده الحزب في عطلة نهاية الأسبوع التالية. رفض المؤتمر مرة أخرى التشريع بأغلبية ساحقة.

### أسباب رفض «حلف تقدمي»
قاد الإصلاح الليبرالي حملة داخل الحزب الديمقراطي الليبرالي ضد ما يسمى «الحلف التقدمي»، الذي شهد تراجع الحزب أمام مرشحي حزب العمال وحزب الخضر في وقت الانتخابات، في محاولة لهزيمة حزب المحافظين. وصلت هذه الحملة إلى ذروتها في ساوثبورت في عام 2018، حيث صوت مؤتمر الربيع الديمقراطي الليبرالي على استبعاد «الحلف التقدمي» من استراتيجية الحزب.
ترى مجموعة الإصلاح الليبرالي أن وجود الحلف التقدمي سيكون «منحدرًا زلقًا» سيلزم الحزب قريبًا بالدخول في ميثاق انتخابي سمي مع أحزاب لا تشاطر الديمقراطيين الليبراليين دعمهم للسياسات الليبرالية. تعارض المجموعة إبرام ميثاق مع حزب العمال الذي تعتقد أنه انجذب على نحو متزايد إلى مركزية سيطرة الدولة في السنوات الأخيرة، «والعودة إلى السبعينيات» فيما يتعلق بالسياسات الاقتصادية. تعارض المجموعة أيضًا إبرام اتفاق مع حزب الخضر، الذي ترى أنه يسير خلف أجندات لا تؤيد التجارة الحرة.
لا ترفض مجموعة الإصلاح الليبرالي التعاون مع الجماعات والمنظمات والأحزاب التي تشاطر الحزب أهدافه، وفي معارضتها «الحلف التقدمي»، ذكرت الإيمان «بالعمل مع من يتشاطرون معنا الأهداف من جميع جوانب السياسة من أجل تحقيقها».

## البنية والتنظيم
يتولى إدارة الإصلاح الليبرالي مجلس ينتخب بعضوية الإصلاح الليبرالي، ورئيسان مشاركان ينتخبان من داخل المجلس نفسه. بالإضافة إلى ذلك، لدى «الإصلاح الليبرالي» مجلس استشاري يتألف من مجموعة واسعة من الناشطين وخبراء السياسات لتقديم المشورة للمجلس المنتخب والمساعدة في ضمان تمثيل إرث ليبرالي واسع في الحزب.